# نازغول
النازغول (بالحروف اللاتينية Nazgûl: مشتقة من اللغة السوداء، Nazg بمعنى خاتم، وGûl بمعنى أشباح)؛ أشباح الخاتم. يعرفون أيضاً بالفرسان التسعة، أو الفرسان السود، أو فرسان الظلام، وأحياناً يُشار إليهم ببساطة على أنهم التسعة، هم خدم ساورون في عالم ج. ر. ر. تولكين الأسطوري. ظهروا لأول مرة في سيد الخواتم، ويُعتبرو أشدّ خدم ساورون إرعاباً.

النازغول يهاجمون فرودو في الجزء الأول من ثلاثية الأفلام

## العصر الثاني
ظهر النازغول التسعة كأكثر خدم سورون قوة ونفوذاً في العصر الثاني للأرض الوسطى. وقيل أن ثلاثة من التسعة كانوا «سادة عظماء» من نومينور. كانوا جميعاً رجالاً فانين أقوياء ونافذين، منح سورون لكل واحد منهم أحد خواتم القوى، ولم يكن فعله قابلاً للإصلاح أبداً.
سبب تأثير الخواتم المُفسِد اختفاء أجسادهم بمرور الزمن حتى صاروا أشباحاً بالكامل، ويمكن أن يكونوا مرئيين فقط بارتداء عباءاتهم، ولا يمكن للعين البشرية أن ترى أشكالهم الأصلية أبداً. ويمكن للانعكاس الأحمر في أعينهم أن يرى في ضوء النهار، وعند الغضب يظهرون في نيران جهنمية. لديهم الكثير من الأسلحة التي تتضمن السيوف الطويلة من الفولاذ واللهب، خناجر مطلية بسموم سحرية، دبابيس سوداء عظيمة القوة.
أسلحتهم الجبارة لم تكن مؤثرة على الأسلحة الظاهرة، كانو محاطين دائماً بهالة من الرعب تؤثر في الكل ما عدا أكثر المخلوقات الحية قوى، أنفاسهم (تدعى الأنفاس السوداء) مسممة، وصرخاتهم تسبب الرهبة واليأس. وتبعاً لتولكين، فإن الخوف الذي ينشرونه كان خطرهم الرئيسي.
«ليس لديهم قوة بدنية كبيرة ضد أولئك الذين لا يعرفون الخوف»، كتب، «لكن الذي امتلكوه، والخوف الذي نشروه ازداد بشكل كبير في الظلمة.»
ظهر النازغول للمرة الأولى حوالي 2251 من العصر الثاني، وسرعان ما أصبحوا خدم سورون الأساسيين، وبعد أقل من ثلاثة قرون منذ صياغة الخاتم. تفرق النازغول بعد هزيمة سورون الأولى في 3434 على يد حلف الآلف والبشر الأخير، لكن نجاتهم كانت مؤكدة ببقاء الخاتم الأوحد.

## العصر الثالث
عاود النازغول الظهور في 1300، عندما قاد سيد النازغول، ملك أنغمار الساحر، قوات سورون ضد دول أرنور المتعاقبة، رودور، كاردولان، وأرثيداين. وهزم في النهاية في 1975 ليعود إلى موردور، ويجمع النازغول الآخرين محضرين لعودة سورون إلى المملكة، ومحققين هدفه في تدمير دول آرنور المتعاقبة.
حاصر النازغول ميناس إيثل في 2000 واستولوا عليها بعد عامين، ثم أصبحت بعد ذلك مدينة ميناس مورغول، حصن النازغول الذي توجهوا منه لإعادة بناء جيوش سورون، كما حصلوا أيضاً على بالانتير لسيد الظلمات. في 2942 عاد سورون إلى موردور، وفي 2951 أعلن وجوده. أُرسِل اثنان أو ثلاثة من النازغول (وُضِع الثاني من التسعة في موقع المسؤولية) إلى حصن ميركوود المسمى دول غولدور، ليحرسوه.

## حرب الخاتم
في 3017، قرب بدء القصة المروية في سيد الخواتم، وبعد سماع أخبار عن الخاتم الأوحد، أمر سورون أشباح الخاتم باستعادة الخاتم من «باغنز من شاير». ومتنكرين بزي الفرسان السود، رؤوا بيلبو باغنز الذي، كما كشف غولوم، امتلك الخاتم في حوزته. وفي 3018 تشكلت الرفقة «المشاة التسعة» ليقابلوا فرسان النازغول التسعة.
استخدم النازغول في هذه النقطة سلالة خيول سوداء خاصة لتنقلاتهم، وعندما جرفهم تيار نهر برونين، غرقت أحصنتهم، وأُجبِروا على العودة إلى موردور ليعيدوا تجميع أنفسهم. ثم ظهروا مجدداً ممتطين مخلوقات مجنحة، وأشير إليهم عندها على أنهم النازغول المجنحون.
ذُبِح سيد النازغول نفسه على يد إيوين، ابنة أخت ثيودين، وميريادوك خلال معركة حقول بيلينور، حيث أجبرت طعنة ميريادوك الملك الساحر على الركوع، بينما عاجلته إيوين بضربة قاتلة على عنقه.
هاجم بقية أشباح الخاتم الثمانية جيش الغرب من على وحوشهم المجنحة في المعركة الأخيرة عند البوابة السوداء. وعندما وضع فرودو الخاتم في نيران جبل الهلاك، أمر سورون الثمانية بالطيران إليه والقبض على فرودو، غير أنهم وصلوا متأخرى ن للغاية؛ مع سقوط الخاتم في النيران وغولوم يمسك به. وفي لحظة دمار الخاتم، دُمِر النازغول المتبقون.

## الأنفاس السوداء
يسبب التعرض للتسعة تأثيرات سامة تُعرَف بالأنفاس السوداء، وأيضاً تعرف بأنها الظل الأسود. وفي بعض الأحيان، يسبب تأثير الأنفاس السوداء يأساً كبير، فقداناً للوعي، كوابيس، وأحياناً قد يتسبب في الموت.
الضحايا المشهورون للأنفاس السوداء هم فرامير، إيوين، وميري، الذين عالجهم أراغورن خلال حرب الخاتم.

## أسماء ومصطلحات
الاسم القويني نادر الاستخدام للنازغول هو أولايري، ويمكن من ذلك تخمين الاسم بالسندريانية ليكون أولير.
يُدعون أيضاً «الفرسان المنشغلين»، «الفرسان التسعة» والمجنحون السود (عندما يكونون في وضع الطيران)، أيضاً يدعون «الظلال»، «التسعة»، «خدم سيد الخواتم التسعة»، ويدعوهم الأورك في برج سيريث أنغول «الشرايكر».
فقط قليل من النازغول سُمُوا أو عُرِفُوا بشكل فردي في أعمال تولكين. قائدهم هو ملك أنغمار الساحر، وتاليه في الرتبة يُدعى كامول (الإسترلنغي الأسود/ ظل الشرق). قال تولكين أن ثلاثة منهم كانوا سادة عظماء في نومينور. كامول كان سيد إسترلنغس، وكان النازغول الوحيد الذي كُشف عن اسمه. ويفترض بعض المعجبون أنه إما هيرومور أو فوينور، أو كلاهما، النومينوريان اللذان جمعا قوة هائلة في هارادريم، أصبحا من النازغول.
مواد ألعاب الأرض الوسطى المبكرة، والمواد المشتقة منها؛ سمت الثمانية الآخرين، عدا كامول: إر-مورازور (الملك الساحر، من العرق النومينوري)، دوار من الواو، جي اندور داونديث، أكوراهيل، هوارموراث (نومينوري)، أدونافيل الصامتة (نومينورية أنثى)، رين الشيطاني، وأوفاثا راكب الخيل. لكن أياً من هذه الأسماء والتفاصيل لا يعتبر قياسياً بالنسبة للأرض الوسطى. وفي سياث الكتب، من غير المحتمل أن يكون أحد النازغول أنثى (برغم أن هذا ليس مستحيلاً أبداً، بما أن تولكين تحدث عن الزعيمة هاليث في السيلماريليون، وقارنها بالأمازونيين في الحكايات غير المنتهية، كما كتب قليلاً عن ثقافات الأراضي الجنوبية والشرقية). كما أن النومينوريين لم يُوضحوا في الكتب، ووحده كامول من ذُكرت أصوله بشكل مؤكد، وكان من إسترلنغ، بينما يُفترض أن الملك الساحر غالباً سيد نومينوري، غير أن هذا لم يؤكد أبداً في كتب تولكين.

## في الإنتاجات السينمائية
ظهر النازغول في فيلم الرسوم المتحركة سيد الخواتم لرالف باكشي عام 1978، وقاموا بتمزيق أسر الهوبيت في النزل بأنفسهم، ومن فعل ذلك في الكتاب كان شركاؤهم.
أيضاً ظهروا في سلسلة راديو بي بي سي الإذاعية سيد الخواتم في 1981، وكان بالإمكان سماعهم ينشدون نقش الخاتم.
في ثلاثية سيد الخواتم (2001 – 2003)، من إخراج بيتر جاكسون، هاجم النازغول النزل بأنفسهم، ورُكز على صرخاتهم العالية، التي أصبحت تسبب الصمم، واتسع استخدامهم للوحوش المهلكة في المعركة.